# 茸荚红豆
茸荚红豆（学名：Ormosia pachycarpa），为豆科红豆属下的一个植物种。